# Republiek Opper-Volta
De republiek Opper-Volta, ook wel de republiek Boven-Volta, (Frans: République de Haute-Volta) was een land in West-Afrika. De republiek werd op 11 december 1958 opgericht als een zelf-besturende kolonie binnen de Franse Communauté. Het was de opvolger van de Franse kolonie Opper-Volta dat een onderdeel was van Frans-West-Afrika. Op 5 augustus 1960 werd de Republiek Opper-Volta onafhankelijk van Frankrijk. Op 4 augustus 1984 werd het land door de toenmalige president Thomas Sankara hernoemd tot Burkina Faso, wat "het land van de onomkoopbaren" betekent.

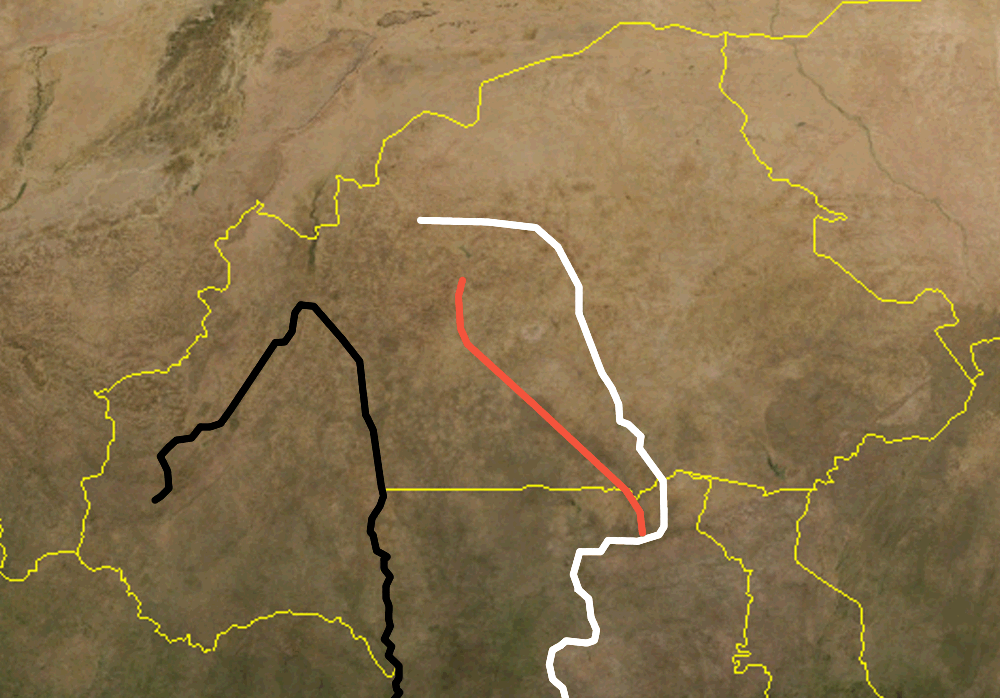
De rivieren waarop de vlag is geïnspireerd: De Rode-, Witte- en Zwarte Volta